# هانس هولاین
هانس هولاین (به آلمانی: Hans Hollein) (زاده ۳۰ مارس ۱۹۳۴، وین - ۲۴ آوریل ۲۰۱۴، وین)، معمار برجسته اتریشی و برنده جایزه پریتزکر ۱۹۸۵ است. وی طراح ویترین‌های موزه آبگینه و سفالینه در خیابان سی تیر تهران می‌باشد.
هولاین ۲۴ آوریل ۲۰۱۴ در سن هشتاد سالگی بر اثر یک بیماری شدید در وین درگذشت.

## نگارخانه

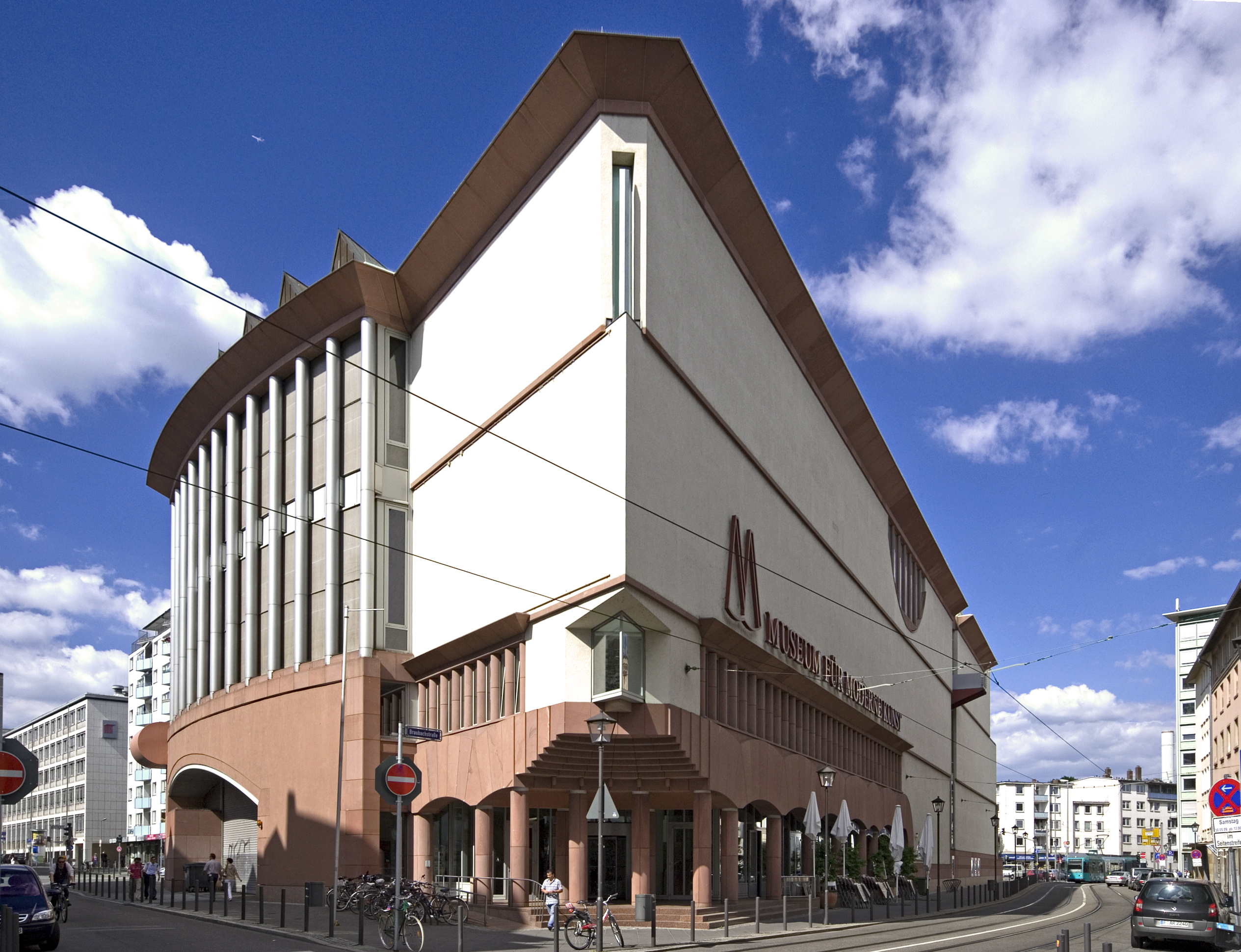